# Léon Brunschvicg
Léon Brunschvicg (París, 10 de noviembre de 1869 – Aix-les-Bains, 18 de enero de 1944) fue un filósofo francés de tendencia idealista. Fue cofundador, en el año 1893, de la Revue de métaphysique et de morale, junto con Xavier Léon y Élie Halévy. 

## Vida
Discípulo de Alphonse Darlu en el Liceo Condorcet de París. Después estudió en la École Normale Supérieure, y fue profesor en distintos Liceos de provincias. En el año 1909 fue nombrado profesor de filosofía en la Universidad de la Sorbona. Estuvo casado con Cécile Kahn (Cécile Brunschvicg), una activa sufragista francesa, con la que tuvo cuatro hijos.
Debido a sus orígenes judíos, Brunschvicg fue obligado a abandonar su posición de profesor en la Sorbona por los nazis. Brunschvicg huyó al sur de Francia (la llamada "zona libre"). En ese tiempo escribió su estudio sobre Montaigne, Descartes y Pascal, que se publicó en Suiza. Cuando los nazis ocuparon la zona libre, él y su esposa tuvieron que pasar a la clandestinidad. Murió en 1944 a los 74 años.
Brunschvicg escribió un manual de filosofía dedicado a su nieta, que se titula Héritage de Mots, Héritage d'Idées, el cual se publicó póstumamente después de la liberación de Francia.
Una gran parte de sus notas personales y escritos fueron llevados por los nazis a Alemania. Después el Ejército soviético se los llevó a Praga y finalmente a Moscú, donde permanecieron durante décadas. Finalmente, en el año 2001, estos fondos fueron devueltos a la familia de Brunschvicg y ahora están al alcance de los estudiosos de su pensamiento.

## Obra
Léon Brunschvicg puede ser considerado como uno de los filósofos franceses más importantes de la primera mitad del siglo XX. Su posición filosófica es definida como la de un "idealismo crítico".
Para Brunschvicg, la filosofía, si quiere ser un saber integral, tiene que comenzar con la inteligencia misma, pues solamente la actividad intelectiva es completamente accesible para sí misma. El núcleo de la actividad intelectiva es el juicio, a partir del cual se explican tanto el concepto como el razonamiento. Lo que constituye la esencia del juicio no son sus componentes psicológicos, sino la cópula (est).

L'étude de l'activité intellectuelle, qui définit la philosophie, est donc une étude du jugement; mais à la condition de ne pas entendre par le jugement une opération particulière dans la série des opérations logiques; le jugement est l'acte complet de l'activité intellectuelle, et l'acte unique; il n'y a pas un en deçà du jugement qui serait le concept, un, au-delà qui serait le raisonnement.
El estudio de la actividad intelectual, que define a la filosofía, es entonces un estudio del juicio, pero a condición de no entender el juicio como una operación particular dentro de la serie de las operaciones lógicas; el juicio es el acto completo de la actividad intelectual, y el acto único; no hay un más acá del juicio que sería el concepto, ni un más allá del juicio que sería el razonamiento.

 El juicio entraña una referencia al ser, y por eso el estudio de la modalidad de los juicios (realidad, necesidad, posibilidad) no es una tarea meramente lógica, sino también metafísica.
El juicio puede ser considerado como el comienzo y el fin del espíritu, como el espíritu mismo. A partir del juicio Brunschvicg despliega el conjunto de su filosofía, caracterizada de este modo por un fuerte racionalismo, y una gran integración de las ciencias exactas y naturales. Se puede decir por ello que Brunschvicg es un de los pocos filósofos del siglo XX que se ocupó tanto del espíritu y de las humanidades como de las ciencias naturales. Su idea de un universalismo de la razón está en el trasfondo de su compromiso humanista. Su reinterpretación de Descartes ha sido determinante para impulsar nuevas tendencias en el idealismo. Su formalismo ha sido en alguna manera continuado por autores como Althusser, Lévi-Strauss y Lacan.
Brunschvicg intervino en la polémica de la Sociedad francesa de filosofía sobre filosofía cristiana —razón o fe—, en favor de Émile Bréhier y contra Étienne Gilson. Desde su punto de vista, la religión es asumida en un nivel superior por la filosofía y carece por tanto de sentido la idea de una filosofía específicamente religiosa.

## Publicaciones (selección)
- La modalité du jugement, Paris, Alcan, 1897.
- Spinoza et ses contemporains, Paris, Alcan, 1923.
- L'idéalisme contemporain, Paris, Alcan, 1905.
- Les étapes de la philosophie mathématique, Paris, Alcan, 1912.
- Nature et liberté, Paris, Flammarion, 1921.
- L'expérience humaine et la causalité physique, Paris, Alcan, 1922.
- Le progrès de la conscience dans la philosophie occidentale, Paris, Alcan, 1927.
- La Physique au vingtième siècle, Paris, Hermann, 1939.
- La Raison et la religion, Paris, Alcan, 1939.
- Héritage de mots, héritage d'idées, Paris, PUF, 1945.
- Agenda retrouvé, 1892-1942, Paris, Minuit, 1948.
- La philosophie de l'esprit, Paris, PUF, 1949.
- De la vraie et de la fausse conversion, Paris, PUF, 1950.

- ECRITS PHILOSOPHIQUES :
- I. L'Humanisme de l'occident. Descartes, Spinoza, Kant, Paris, PUF, 1951.
- II. L'orientation du rationalisme, Paris, PUF, 1954.
- III. Science - Religion, Paris, PUF, 1958.

## Traducciones al castellano
- Descartes: selección de textos precedidos de un estudio, Buenos Aires, Sudamericana, 1939.
- Las etapas de la filosofía matemática, Buenos Aires, Lautaro, 1945.

## Estudios sobre su pensamiento
- René Boirel, Brunschvicg. Sa vie, son œuvre avec un exposé de sa philosophie, Paris, PUF, 1964.
- Marcel Deschoux, La philosophie de Léon Brunschvicg, Paris, PUF, 1949.
- Gary Gutting, French Philosophy in the Twentieth Century, Cambridge University Press, 2001.